# 100 найкращих героїв і лиходіїв за версією AFI
100 найкращих героїв і лиходіїв за версією AFI (англ. AFI's 100 Years… 100 Heroes & Villains) — список найвизначніших 50 героїв і 50 лиходіїв американського кінематографу за останні сто років, за версією Американського інституту кіномистецтва (AFI).
Список входить до циклу «AFI 100 Years…» і був оголошений 4 червня 2003 року у спеціальній телепередачі на каналі CBS Арнольдом Шварценеггером, персонаж якого робот-термінатор T-800 зайняв у списку відразу два місця: № 48 як герой і № 22 як лиходій.

## Критерії відбору
Кінематографічні герої та лиходії обиралися згідно зі встановленими критеріями:
- Повнометражний фільм — фільм повинен тривати більше 60 хвилин.
- Американський фільм — англомовний, зі значним внеском творчих та/або фінансових діячів із США.
- Герой — персонаж, який перемагає у складних ситуаціях і демонструє моральність, мужність, цілеспрямованість; його образ може бути неоднозначним або ж мати недоліки, але він зазвичай жертвує собою, щоб показати людство з найкращого боку.
- Лиходій — персонаж, у якого лихі задуми, егоїзм та жадоба влади іноді маскуються за красою та благородством, разом з тим інші риси можуть проявлятися і відкрито; він може бути надзвичайно злим або неймовірно смішним, але зрештою негативним.
- Культурний вплив — вплив персонажа на популярну культуру і американське суспільство.
- Історичне значення — персонажі викликають бурхливу реакцію і через роки, збагачуючи американську кінематографічну спадщину і продовжуючи надихати сучасних митців і глядачів.

## Список
| №  | Герой                         | Актор                          | Фільм                                         | Лиходій                    | Актор                                           | Фільм                                            |
| -- | ----------------------------- | ------------------------------ | --------------------------------------------- | -------------------------- | ----------------------------------------------- | ------------------------------------------------ |
| 1  | Аттікус Фінч                  | Грегорі Пек                    | «Убити пересмішника»                          | Ганнібал Лектер            | Ентоні Гопкінс                                  | «Мовчання ягнят»                                 |
| 2  | Індіана Джонс                 | Гаррісон Форд                  | «Індіана Джонс: У пошуках втраченого ковчега» | Норман Бейтс               | Ентоні Перкінс                                  | «Психо»                                          |
| 3  | Джеймс Бонд                   | Шон Коннері                    | «Доктор Ноу»                                  | Дарт Вейдер                | Девід Проуз, Джеймс Ерл Джоунс (голос)          | «Зоряні війни: Імперія завдає удару у відповідь» |
| 4  | Рік Блейн                     | Гамфрі Богарт                  | «Касабланка»                                  | Зла відьма Заходу          | Маргарет Гамільтон                              | «Чарівник країни Оз»                             |
| 5  | Віл Кейн                      | Гері Купер                     | «Рівно опівдні»                               | Медсестра Ретчед           | Луїза Флетчер                                   | «Пролітаючи над гніздом зозулі»                  |
| 6  | Клеріс Старлінґ               | Джоді Фостер                   | «Мовчання ягнят»                              | Містер Поттер              | Лайонел Беррімор                                | «Це дивовижне життя»                             |
| 7  | Роккі Бальбоа                 | Сильвестер Сталлоне            | «Роккі»                                       | Алекс Форрест              | Гленн Клоуз                                     | «Фатальний потяг»                                |
| 8  | Еллен Ріплі                   | Сігурні Вівер                  | «Чужі»                                        | Філіс Дітріхсон            | Барбара Стенвік                                 | «Подвійна страховка»                             |
| 9  | Джордж Бейлі                  | Джеймс Стюарт                  | «Це дивовижне життя»                          | Ріґан МакНіл               | Лінда Блер, Мерседес Маккембрідж (голос демона) | «Екзорцист»                                      |
| 10 | Полковник Лоуренс             | Пітер О'Тул                    | «Лоуренс Аравійський»                         | Мачуха-королева            | Люсіль Ла Верне (голос)                         | «Білосніжка і семеро гномів»                     |
| 11 | Джеферсон Сміт                | Джеймс Стюарт                  | «Містер Сміт вирушає до Вашингтона»           | Майкл Корлеоне             | Аль Пачино                                      | «Хрещений батько 2»                              |
| 12 | Том Джоуд                     | Генрі Фонда                    | «Грона гніву»                                 | Алекс                      | Малкольм Макдавелл                              | «Механічний апельсин»                            |
| 13 | Оскар Шиндлер                 | Ліам Нісон                     | «Список Шиндлера»                             | HAL 9000                   | Дуглас Рейн (голос)                             | «Космічна одіссея 2001 року»                     |
| 14 | Хан Соло                      | Гаррісон Форд                  | «Зоряні війни. Нова надія»                    | Чужий                      | Боладжі Бадеджо                                 | «Чужий»                                          |
| 15 | Норма Рей Вебстер             | Саллі Філд                     | «Норма Рей»                                   | Амон Гет                   | Рейф Файнз                                      | «Список Шиндлера»                                |
| 16 | Шейн                          | Алан Ледд                      | «Шейн»                                        | Ной Крос                   | Джон Г'юстон                                    | «Китайський квартал»                             |
| 17 | Гарі Каллахан                 | Клінт Іствуд                   | «Брудний Гаррі»                               | Енні Вілкс                 | Кеті Бейтс                                      | «Мізері»                                         |
| 18 | Робін Гуд                     | Еррол Флінн                    | «Пригоди Робіна Гуда»                         | Велика біла акула          |                                                 | «Щелепи»                                         |
| 19 | Вірджил Тіббс                 | Сідні Пуатьє                   | «Спекотної ночі»                              | Капітан Блай               | Чарльз Лотон                                    | «Заколот на Баунті»                              |
| 20 | Буч Кессіді і Санденс Кід     | Пол Ньюман, Роберт Редфорд     | «Буч Кесіді і Санденс Кід»                    | Людина                     | Пол Старс (голос)                               | «Бембі»                                          |
| 21 | Магатма Ганді                 | Бен Кінгслі                    | «Ганді»                                       | Місіс Джон Айзелін         | Анджела Ленсбері                                | «Маньчжурський кандидат»                         |
| 22 | Спартак                       | Кірк Дуглас                    | «Спартак»                                     | Термінатор                 | Арнольд Шварценеггер                            | «Термінатор»                                     |
| 23 | Тері Малой                    | Марлон Брандо                  | «У порту»                                     | Єва Харінґтон              | Енн Бакстер                                     | «Все про Єву»                                    |
| 24 | Тельма Дікінсон і Луїза Сойєр | Джина Девіс, Сьюзен Серендон   | «Тельма і Луїза»                              | Гордон Гекко               | Майкл Дуглас                                    | «Волл-стріт»                                     |
| 25 | Лу Джеріг                     | Гері Купер                     | «Гордість янкі»                               | Джек Торенс                | Джек Ніколсон                                   | «Сяйво»                                          |
| 26 | Супермен                      | Крістофер Рів                  | «Супермен»                                    | Коді Джерет                | Джеймс Кеґні                                    | «Білий гарт»                                     |
| 27 | Боб Вудворд і Карл Бернштейн  | Роберт Редфорд, Дастін Гоффман | «Вся президентська рать»                      | Марсіяни                   |                                                 | «Війна світів»                                   |
| 28 | Присяжний № 8                 | Генрі Фонда                    | «12 розгніваних чоловіків»                    | Макс Кеді                  | Роберт Мітчем                                   | «Мис страху»                                     |
| 29 | Генерал Паттон                | Джордж Кемпбелл Скотт          | «Паттон»                                      | Високоповажний Гаррі Пауел | Роберт Мітчем                                   | «Ніч мисливця»                                   |
| 30 | Люк Джексон                   | Пол Ньюман                     | «Холоднокровний Люк»                          | Тревіс Бікл                | Роберт Де Ніро                                  | «Таксист»                                        |
| 31 | Ерін Брокович                 | Джулія Робертс                 | «Ерін Брокович»                               | Місіс Денверс              | Джудіт Андерсон                                 | «Ребека»                                         |
| 32 | Філіп Мароу                   | Гамфрі Боґарт                  | «Великий сон»                                 | Боні та Клайд              | Фей Данавей, Воррен Бітті                       | «Боні і Клайд»                                   |
| 33 | Мардж Ґендерсон               | Френсіс Мак-Дорманд            | «Фарґо»                                       | Граф Дракула               | Бела Лугоші                                     | «Дракула»                                        |
| 34 | Тарзан                        | Джоні Вайссмюллер              | «Тарзан: людина-мавпа»                        | Доктор Зель                | Лоуренс Олів'є                                  | «Марафонець»                                     |
| 35 | Елвін Йорк                    | Гері Купер                     | «Сержант Йорк»                                | Дж. Дж. Ханзекер           | Берт Ланкастер                                  | «Солодкий запах успіху»                          |
| 36 | Рустер Когберн                | Джон Вейн                      | «Справжня мужність»                           | Френк Бут                  | Денніс Гоппер                                   | «Синій оксамит»                                  |
| 37 | Обі-Ван Кенобі                | Алек Гіннесс                   | «Зоряні війни. Нова надія»                    | Гарі Лайм                  | Орсон Веллс                                     | «Третя людина»                                   |
| 38 | Бродяга                       | Чарлі Чаплін                   | «Вогні великого міста»                        | Цезар Енріко Банделло      | Едвард Голденберг Робінсон                      | «Маленький Цезар»                                |
| 39 | Лессі                         | пес Пел                        | «Лессі повертається додому»                   | Круелла Де Віль            | Бетті Лу Джерсон (голос)                        | «Сто один далматинець»                           |
| 40 | Френк Серпіко                 | Аль Пачино                     | «Серпіко»                                     | Фреді Крюгер               | Роберт Інґлунд                                  | «Кошмар на вулиці В'язів»                        |
| 41 | Артур Чіпінґ                  | Роберт Донат                   | «До побачення, містер Чіпс»                   | Джоан Кроуфорд             | Фей Данавей                                     | «Найдорожча мати»                                |
| 42 | Батько Едвард Фленеґан        | Спенсер Трейсі                 | «Місто хлопчиків»                             | Том Пауерс                 | Джеймс Кегні                                    | «Ворог суспільства»                              |
| 43 | Мойсей                        | Чарлтон Гестон                 | «Десять заповідей»                            | Реґіна Гіденс              | Бетті Девіс                                     | «Маленькі лисички»                               |
| 44 | Джимі «Попай» Дойл            | Джин Гекмен                    | «Французький зв'язковий»                      | Бебі Джейн Гадсон          | Бетті Девіс                                     | «Що сталося з Бебі Джейн?»                       |
| 45 | Зорро                         | Тайрон Павер                   | «Знак Зорро»                                  | Джокер                     | Джек Ніколсон                                   | «Бетмен»                                         |
| 46 | Бетмен                        | Майкл Кітон                    | «Бетмен»                                      | Ганс Грубер                | Алан Рікман                                     | «Міцний горішок»                                 |
| 47 | Карен Сілквуд                 | Меріл Стріп                    | «Сілквуд»                                     | Тоні Камонте               | Пол Муні                                        | «Обличчя зі шрамом»                              |
| 48 | Термінатор                    | Арнольд Шварценеггер           | «Термінатор 2: Судний день»                   | Базіка                     | Кевін Спейсі                                    | «Звичайні підозрювані»                           |
| 49 | Ендрю Бекет                   | Том Генкс                      | «Філадельфія»                                 | Аурік Голдфінгер           | Герт Фребе, Майкл Колінз (голос)                | «Голдфінґер»                                     |
| 50 | Максимус                      | Рассел Кроу                    | «Гладіатор»                                   | Алонзо Гаріс               | Дензел Вашинґтон                                | «Тренувальний день»                              |